# Escola Guillem Isarn
L'Escola Guillem Isarn és una obra de la Fuliola (Urgell) inclosa a l'Inventari del Patrimoni Arquitectònic de Catalunya.

## Descripció
Edifici situat en un solar trapezoidal. L'immoble adopta una configuració longitudinal amb dos volums diferenciats que aporten una composició esglaonada al conjunt: el primer, construït amb pedra local, compta amb un gimnàs, els vestuaris i l'accés principal; el segon, de totxo pintat de blanc, conté tota una sèrie de finestres que emfatitzen, juntament amb les fileres de totxo, la sensació lineal del cos.